# Nowiny (powiat tomaszowski)
Nowiny – wieś w Polsce, położona w województwie lubelskim, w powiecie tomaszowskim, w gminie Susiec.
W latach 1975–1998 miejscowość należała administracyjnie do województwa zamojskiego.

## Integralne części wsi
| SIMC    | Nazwa             | Rodzaj    |
| ------- | ----------------- | --------- |
| 0900330 | Osada Kusiakowska | część wsi |
| 0900347 | Osada Młyńska     | część wsi |

Wieś stanowi sołectwo gminy Susiec.

## Historia
W wieku XIX Nowiny stanowiły wieś w ówczesnym powiecie biłgorajskim, gminie Majdan Sopocki, parafii Józefów (obrzędu greckiego w Majdanie Sopockim).
Według spisu miast, wsi, osad Królestwa Polskiego z 1827 roku było tu 87 domów i 482 mieszkańców.

## Atrakcje turystyczne
W miejscowości znajduje się źródełko Złotego Jelenia, które według legendy wybiło w miejscu spotkania myśliwego z królem zwierząt objawionym pod postacią Złotego Jelenia. W niedalekiej odległości nad rzeką Sopot znajduje się dodatkowo urokliwy tzw. Krzywy Mostek.

## Transport
Od stycznia 2024 roku Urząd Marszałkowski Województwa Lubelskiego sfinansował całoroczne kolejowe połączenia pasażerskie z Zamościa przez Nowiny, Susiec do Bełżca. W rozkładzie jazdy znalazły się 4 kursy w każdą ze stron. Są one skomunikowane w Zawadzie i Zamościu z pociągami z Lublina i Warszawy umożliwiając dojazd z pozostałych części kraju. W piątki i niedziele jedna para została wydłużona do Hrebennego.